# Бледжешть (комуна, Бакеу)
Бледжешть, Бледжешті (рум. Blăgești) — комуна у повіті Бакеу в Румунії. До складу комуни входять такі села (дані про населення за 2002 рік):
- Бледжешть (2326 осіб)
- Буда (2040 осіб)
- Валя-луй-Іон (1410 осіб)
- Пояна-Негусторулуй (680 осіб)
- Цирденій-Марі (784 особи)

Комуна розташована на відстані 253 км на північ від Бухареста, 21 км на північний захід від Бакеу, 86 км на південний захід від Ясс, 141 км на північний схід від Брашова.

## Населення
За даними перепису населення 2002 року у комуні проживали 7240 осіб.
Національний склад населення комуни:
| Національність | Кількість осіб | Відсоток |
| -------------- | -------------- | -------- |
| румуни         | 7215           | 99,7%    |
| цигани         | 23             | 0,3%     |
| угорці         | 1              | < 0,1%   |
| італійці       | 1              | < 0,1%   |

Рідною мовою назвали:
| Мова       | Кількість осіб | Відсоток |
| ---------- | -------------- | -------- |
| румунську  | 7230           | 99,9%    |
| циганську  | 8              | 0,1%     |
| угорську   | 1              | < 0,1%   |
| італійську | 1              | < 0,1%   |

Склад населення комуни за віросповіданням:
| Релігія       | Кількість осіб | Відсоток |
| ------------- | -------------- | -------- |
| православні   | 7053           | 97,4%    |
| римо-католики | 27             | 0,4%     |
| п'ятдесятники | 18             | 0,2%     |
| унітарії      | 14             | 0,2%     |
| старообрядці  | 9              | 0,1%     |

## Зовнішні посилання
- Дані про комуну Бледжешть на сайті Ghidul Primăriilor [Архівовано 15 травня 2012 у Wayback Machine.]